# Teoría de la justicia (libro)
Teoría de la justicia (en inglés: A Theory of Justice) es un libro de filosofía política y moral escrito por John Rawls. Originalmente fue publicado en 1971 y revisado tanto en 1975 (para las ediciones traducidas) como en 1999.  En Teoría de la justicia, Rawls intenta resolver el problema de la justicia distributiva empleando una variante del recurso familiar del contrato social. La teoría resultante se conoce como "Justicia como equidad", de la cual Rawls deriva sus dos célebres principios de justicia: El principio de la libertad y El principio de la diferencia.
La primera edición en español fue publicada por el Fondo de Cultura Económica, en el año 1979. Hasta el año 2015, se encuentra por la 11.a reimpresión de la segunda edición en español de 1995.

## Teoría
En la Teoría de la justicia Rawls argumenta heurísticamente en favor de una reconciliación de los principios de libertad e igualdad. De forma medular a este esfuerzo corresponde realizar un recuento de las circunstancias de la justicia (inspirado en David Hume), y de una situación de elección justa (más cercana en espíritu a Kant) para las partes enfrentadas a tales circunstancias y que se encuentren en la búsqueda de principios de justicia que guíen su conducta. Dichas partes se enfrentan a una escasez moderada y no son ni naturalmente altruistas ni puramente egoístas: tienen fines que buscan promover. Rawls ofrece un modelo de una situación de elección justa (la posición original con su velo de ignorancia) al interior de la cual las partes hipotéticamente escogerían principios de justicia mutuamente aceptables. Bajo tales restricciones, Rawls argumenta que las partes encontrarían particularmente atractivos sus principios de justicia favorecidos, superando a otras alternativas, incluyendo la utilitarista y la liberal-libertaria
El libro se encuentra dividido de la siguiente forma:
Primera parte. La Teoría
- Capítulo 1: La justicia como imparcialidad (secciones 1-9)
- Capítulo 2: Los principios de la justicia (secciones 10-19)
- Capítulo 3: La posición original (secciones 20-30)

Segunda parte. Instituciones
- Capítulo 4: Igualdad de la libertad (secciones 31-40)
- Capítulo 5: Porciones distributivas (secciones 41-50)
- Capítulo 6: El deber y la obligación (secciones 51-59)

Tercera parte. Los Fines
- Capítulo 7: La bondad como racionalidad (secciones 60-68)
- Capítulo 8: El sentido de la justicia (secciones 69-77)
- Capítulo 9: El bien de la justicia (secciones 78-87)

Todos los capítulos tienen secciones introductorias en las que Rawls realizó una clasificación de la estructura entera de su trabajo. En las cuatro primeras secciones hay una introducción a las ideas intuitivas básicas de la teoría de la justicia que son tratadas en detalle en los capítulos 2 a 4. Los capítulos 5 a 9 sirven para profundizar algunas preguntas específicas y sobre todo, en la razón de las posiciones básicas diferentes que están contenidas en la teoría.

## La "posición original"
Siguiendo a Locke, Rousseau y Kant, Rawls pertenece a la tradición contractualista. Sin embargo, el contrato social de Rawls toma una forma ligeramente diferente de la de pensadores anteriores. Específicamente Rawls desarrolla lo que afirma son principios de justicia por medio del uso de un recurso entera y deliberadamente artificial al cual denomina la posición original, desde la cual se deciden dichos principios detrás de un velo de ignorancia. Este "velo" tiene por función cegar a las personas sobre todos los hechos sobre sí mismos que pudieran nublar la noción de justicia que se desarrolle. En efecto,

nadie conoce su lugar en la sociedad, su posición de clase o estatus social, y tampoco nadie conoce su suerte en la distribución de activos y habilidades naturales, su inteligencia, su fuerza, y cosas similares. Asumiré incluso que las partes no conocen sus concepciones del bien o sus propensiones psicológicas particulares. Los principios de justicia se eligen detrás de un velo de ignorancia.

De acuerdo a Rawls, entonces, la ignorancia de estos detalles sobre sí mismo conducirá a principios que sean justos para todos. Si un individuo desconoce cómo terminará en su propia concepción de la sociedad, es probable que no privilegie a una determinada clase de personas, sino que más bien desarrolle un esquema de justicia que trate a todos justamente. En particular, Rawls afirma que quienes se encuentren en la posición original adoptarían una estrategia maximin, la cual maximizaría la posición de los menos afortunados.

Se trata de los principios que personas racionales y libres interesadas en promover su propio interés aceptarían en una posición original de igualdad de modo que defina los fundamentos de los términos de su asociación.

Es importante tener en mente que el acuerdo que se deriva de la posición original es tanto hipotético como no-histórico. Es hipotético en el sentido de que los principios a derivarse son lo que las partes acordarían, bajo ciertas condiciones legitimadoras, y no los que han acordado. En otras palabras, Rawls intenta persuadirnos de que los principios de justicia que acordaríamos si estuviéramos en la situación hipotética de la posición original y que dichos principios poseen peso moral como resultado de esto. Es no-histórico en el sentido de que no se supone que el acuerdo haya ocurrido, o tan siquiera que pudiese de hecho producirse.
Rawls afirma que las partes en la posición original adoptarían dos principios de este tipo, los cuales gobernarían entonces la asignación de derechos y obligaciones y regularían la distribución de ventajas sociales y económicas a través de la sociedad.

## El primer principio de justicia
Primero: cada persona ha de tener un derecho igual al más extenso sistema total de libertades básicas compatible con un sistema similar de libertad para todos.

Hablando aproximadamente, las libertades básicas de los ciudadanos son la libertad política (i.e., de votar y postularse a cargos de elección), libertad de expresión y de asociación, libertad de conciencia y libertad de pensamiento, libertad de la persona al mismo tiempo que el derecho de poseer propiedad personal, y libertad de no ser objeto de detención arbitraria. Es motivo de cierto debate el que se pueda inferir la libertad de contrato como si estuviera ya incluida en estas libertades básicas.
El primer principio es más o menos absoluto y no puede ser violado, aún en nombre del segundo principio, por debajo de un nivel no especificado pero bajo de desarrollo económico (i.e., bajo la mayor parte de circunstancias, el primer principio es léxicamente anterior al segundo principio). Sin embargo, dado que diversas libertades básicas pueden entrar en conflicto, puede ser necesario intercambiarlas entre sí con el fin de obtener el más grande sistema de derechos posible. Existe por lo tanto cierta incertidumbre sobre exactamente qué es ordenado por el principio, y es posible que una pluralidad de conjuntos de libertades satisfagan los requerimientos.

## El segundo principio de justicia
Las desigualdades económicas y sociales han de ser estructuradas de manera que sean para:
1. mayor beneficio de los menos aventajados, de acuerdo con un principio de ahorro justo (el principio de diferencia).
2. unidos a los cargos y las funciones asequibles a todos, en condiciones de justa igualdad de oportunidades (justa igualdad de oportunidades).

## Justicia distributiva versus justicia asignativa (allocative justice)
Una de las cuestiones centrales de la obra de Rawls fue definir al alcance de su teoría. En este sentido, resulta central tener a la vista cuál ha de ser la pregunta central de la justicia distributiva. Para Rawls la pregunta central de la justicia distributiva nunca fue cómo asignar recursos o bienes, ni siquiera cómo distribuirlos, sino cómo organizar la estructura básica de la sociedad. Para el autor de A Theory of Justice el problema de la justicia distributiva dentro de los márgenes de su justice as fairness fue siempre el mismo, a saber: “cómo deben estar reguladas las instituciones de la estructura básica […] para que un sistema social de cooperación equitativo, eficiente y productivo se pueda mantener a través del tiempo, de una generación a la siguiente” (Rawls 2001, 50). Lo anterior contrasta con el problema muy diferente de cómo un conjunto determinado de productos “debería ser distribuido o asignado entre varios individuos cuyas especiales necesidades, deseos y preferencias son conocidos por nosotros” (Rawls 2001, 50). Solo este segundo problema es el de la justicia asignativa (Cf. Aguayo 2018, 102-105) . 
Rawls rechazó categóricamente identificar su concepción de la justicia distributiva con la idea de una justicia asignativa, incluso llegó a decir que la idea central de la justicia asignativa es incompatible con la idea por medio de la cual la justicia como imparcialidad se organiza (Cf. Rawls 1971, 88; 2001, 50-51). Dicho brevemente, la justicia asignativa tiene a la eficiencia como horizonte, mientras que la justicia distributiva tiende a la equidad . Por otra parte, la justicia asignativa concibe a los sujetos como meramente racionales, donde la racionalidad es siempre racionalidad estratégica, mientras que la justicia distributiva los concibe como racionales, pero sujetos a “razonables limitaciones en la elección de los principios” (Rawls 1971, 13). Para Rawls, entender la justicia distributiva como una cuestión meramente de asignación de recursos implica abandonar la reflexión moral sobre las razones que tenemos para preferir una forma general de organización social frente a otra, o para defender una específica forma de estructura básica de la sociedad regulada por principios que determinan la equitativa distribución de los bienes sociales. Esta reflexión, encaminada a la justificación y determinación de las bases morales de la estructura básica de la sociedad, es el tema de la justicia distributiva rawlsiana.

## La Razón Pública en la Teoría de Rawls
La razón pública es un concepto que John Rawls desarrolla en La Justicia como equidad, el cual complementa su teoría de la justicia. La razón pública permite que los ciudadanos establezcan reglas y principios justos en una sociedad pluralista, respetando las creencias individuales de cada persona, siempre que estas no interfieran con la libertad y la igualdad de los demás. Rawls describe la razón pública como una “forma de razonamiento propia de ciudadanos iguales que se imponen a sí mismos, como cuerpo colectivo, reglas que cuentan con el respaldo del poder del Estado. Las pautas de investigación y los métodos de razonamiento compartidos hacen a esa razón pública, al tiempo que la libertad de expresión y pensamiento en un régimen constitucional hacen a esa razón libre”. Este concepto sugiere que en una democracia constitucional, los ciudadanos utilizan pautas de investigación y razonamiento compartidas, lo cual permite que el debate público sea libre y racional.

## Relevancia al trabajo posterior de Rawls
Aunque Rawls nunca se retractó de su argumento central en Teoría de la justicia, modificó su teoría substancialmente en obras posteriores. La discusión en esta entrada se limita a sus posiciones tales como aparecen en Teoría de la justicia, la cual es por sí sola una obra importante de la filosofía política, aunque controversial y
muy criticada. (Véase también Liberalismo político (libro)).

## Críticas aTeoría de la justicia
Teoría de la justicia realizó una contribución significativa en el restablecimiento del interés en la filosofía política y de esta forma ha servido como la base de gran parte del debate desde entonces, lo cual significa que ha recibido también muchas críticas.
En particular, Robert Nozick, colega de Rawls en Harvard, escribió una defensa del liberalismo libertario de la justicia titulada Anarquía, Estado y utopía, criticando incisivamente el trabajo de Rawls. Puesto que es en parte una reacción a Teoría de la justicia, actualmente se suele estudiar ambos textos juntos. 
Otro colega de Rawls en Harvard, Michael Walzer, escribió una defensa de la filosofía política comunitaria titulada Esferas de justicia, como resultado de un seminario compartido con Nozick.
Robert Paul Wolff escribió Understanding Rawls: A Critique and Reconstruction of A Theory of Justice inmediatamente después de la publicación de Teoría de la justicia, en el que criticó a Rawls desde una perspectiva marxista. Wolff argumenta en su obra que la teoría de Rawls es una "disculpa" del statu quo en tanto construye su idea de justicia desde la práctica existente y excluye la posibilidad de que puedan darse problemas de justicia inherentes a las relaciones sociales capitalistas, a la propiedad privada, o a la economía de mercado.
Por otra parte, la teoría feminista le critica a Rawls la incapacidad de su trabajo para dar cuenta de las injusticias y las jerarquías inherentes a las relaciones familiares. Rawls argumentó que la justicia debía aplicarse solamente a la "estructura básica de la sociedad", mientras las feministas, enfocándose en el tema de "lo personal es político", atribuían a Rawls el fracaso de no tomar en cuenta las injusticias de las relaciones sociales patriarcales y la división sexual del trabajo.
Los supuestos de la posición original y, en particular, el empleo del razonamiento maximin también han sido criticados, implicando que la selección de las parámetros por parte de Rawls para la posición original fue guiada por los resultados, a saber, calculados para derivar los dos principios que Rawls deseó postular, y/o, como la "crítica contractualista" sostiene, que las personas en la posición original articulada por Rawls, de hecho, no seleccionarían los principios que Teoría de la justicia propone. En respuesta, Rawls enfatizó el rol de la posición original como un "recurso de representación" para dar sentido a la idea de una situación de elección justa (fair choice) para los ciudadanos libres e iguales, y que el rol relativamente modesto que desempeña el maximin en su argumento es "una regla empírica heurística" dadas las curiosas características de la elección tras el velo de la ignorancia.
Algunos críticos alegan que el argumento de Rawls se debilita en su fracaso de calificar la seguridad social como un bien primario. Los partidarios responden afirmando que una seguridad social costeable y accesible aparece como resultado inevitable de los beneficios obtenidos de seguir las consecuencias de la posición original.
Una de las críticas recientes a la teoría de Rawls más influyentes proviene del filósofo 
Gerald A. Cohen en una serie de ensayos que culminaron en su libro Si eres igualitarista, ¿cómo es que eres tan rico? (2000). Cohen critica la postura de Rawls respecto a las desigualdades bajo el principio de la diferencia, su aplicación del principio únicamente a las instituciones sociales a su aplicación del principio únicamente a instituciones sociales y lo que ve como su obsesión con utilizar los bienes primarios como métrica (currency) de igualdad.